# 무장면
무장면(茂長面)은 대한민국 전북특별자치도 고창군의 면이다.

## 개요
무장면은 동학농민혁명의 숭고한 정신과 조선시대 관아 문화가 어우러지는 호남 천년의 역사가 고이고이 서린 문화유적의 고장이며, 고품질 스테비아쌀, 복분자, 황토감자, 잡곡, 수박, 석류 등 물산이 풍부한 고장이다.

## 행정 구역

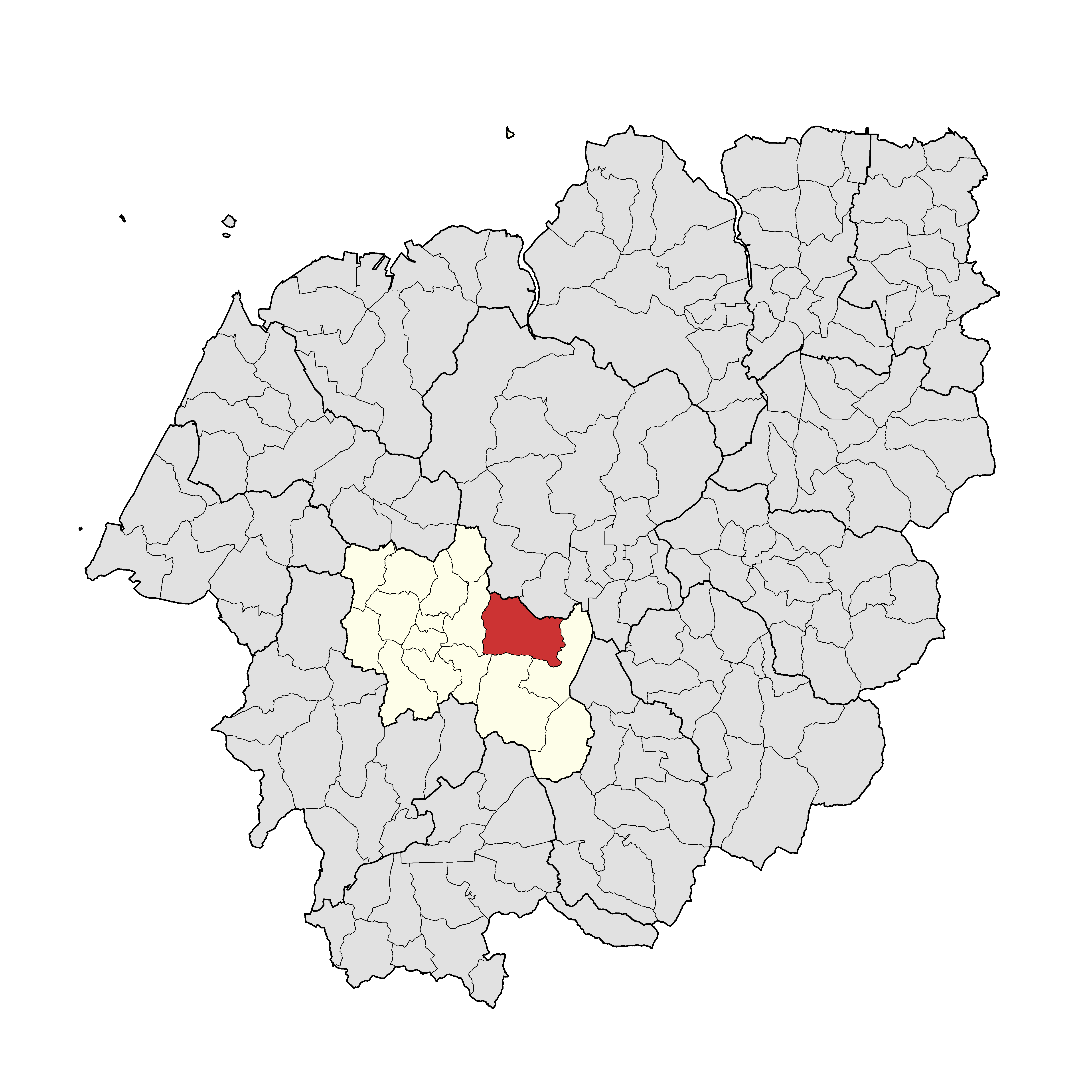
강남리
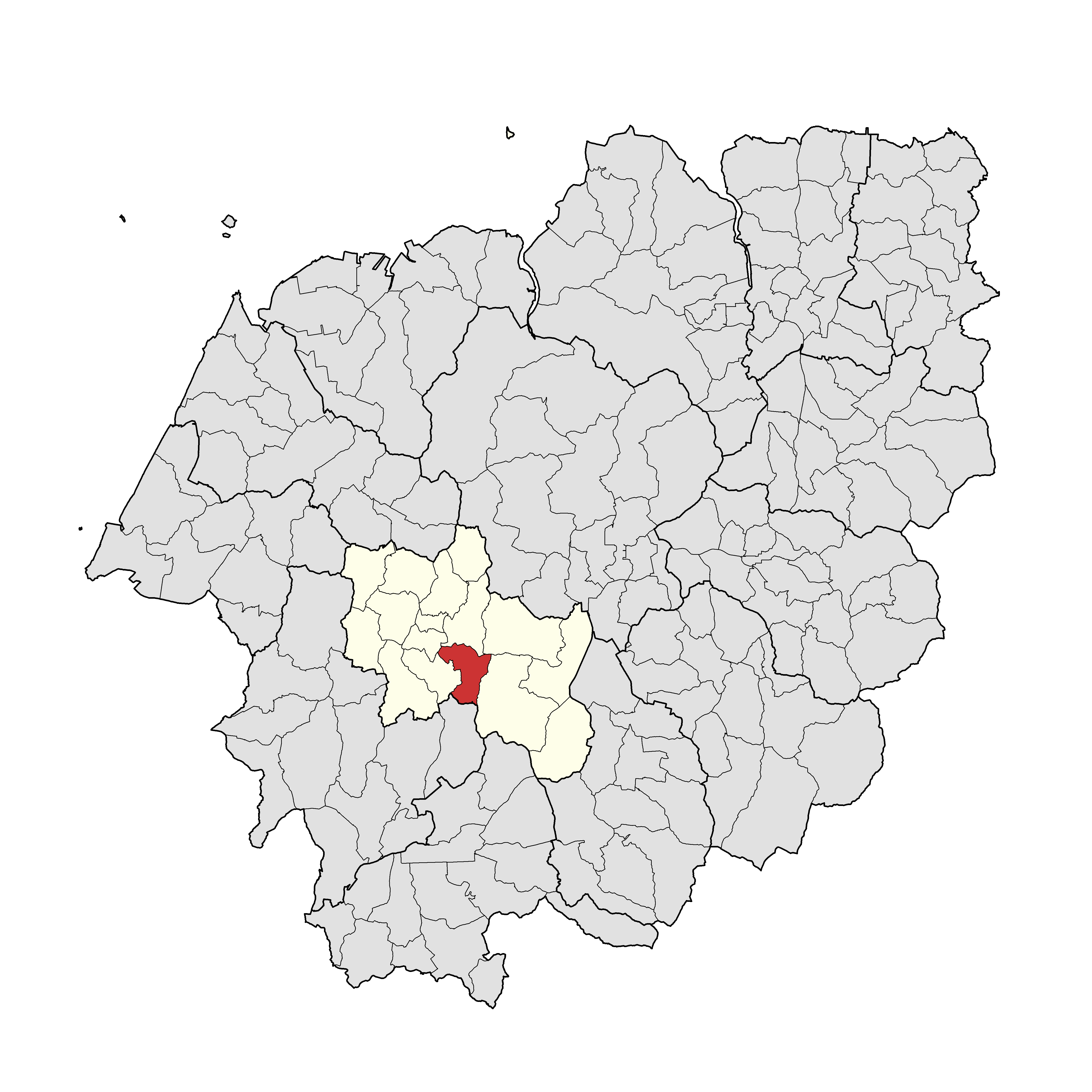
고라리
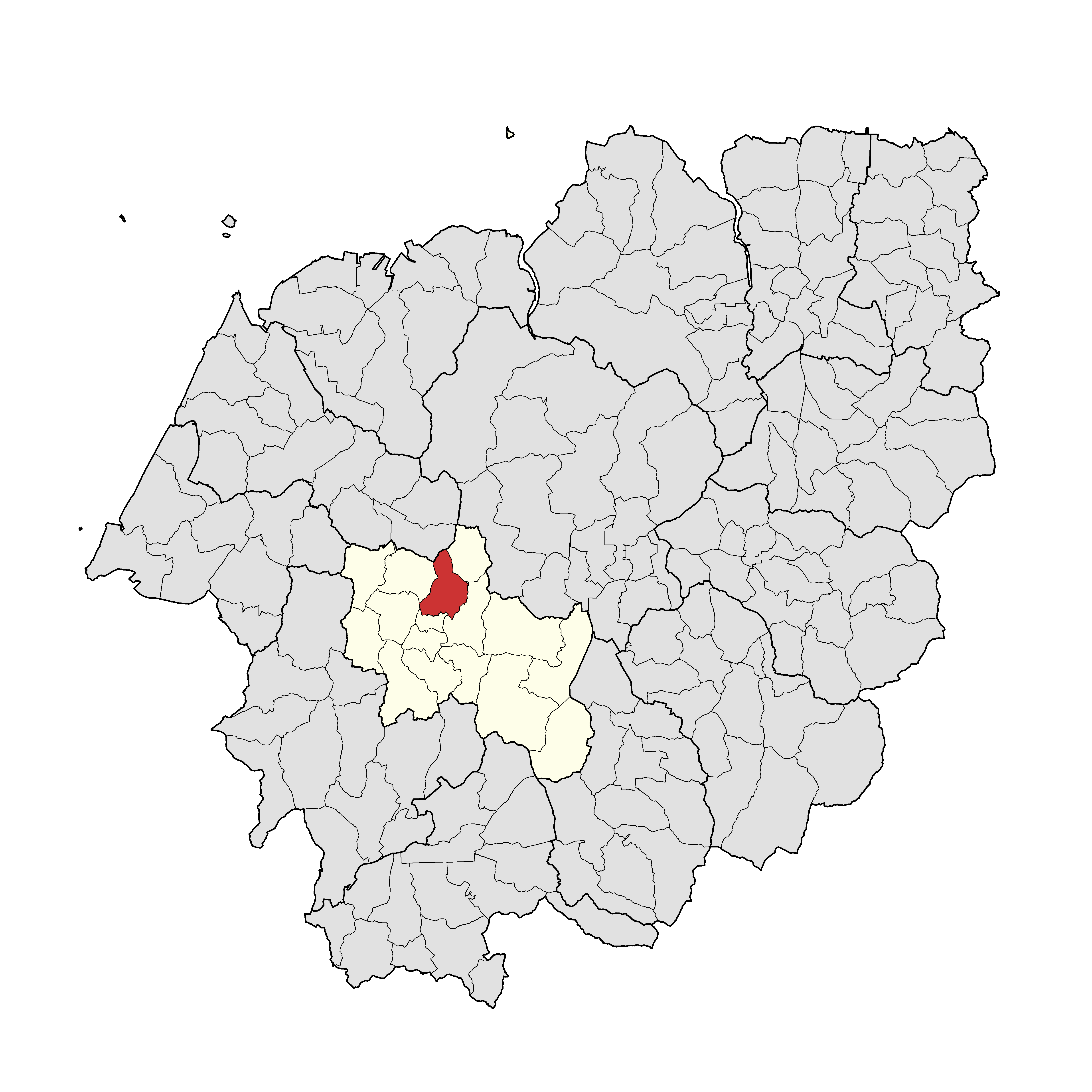
교흥리
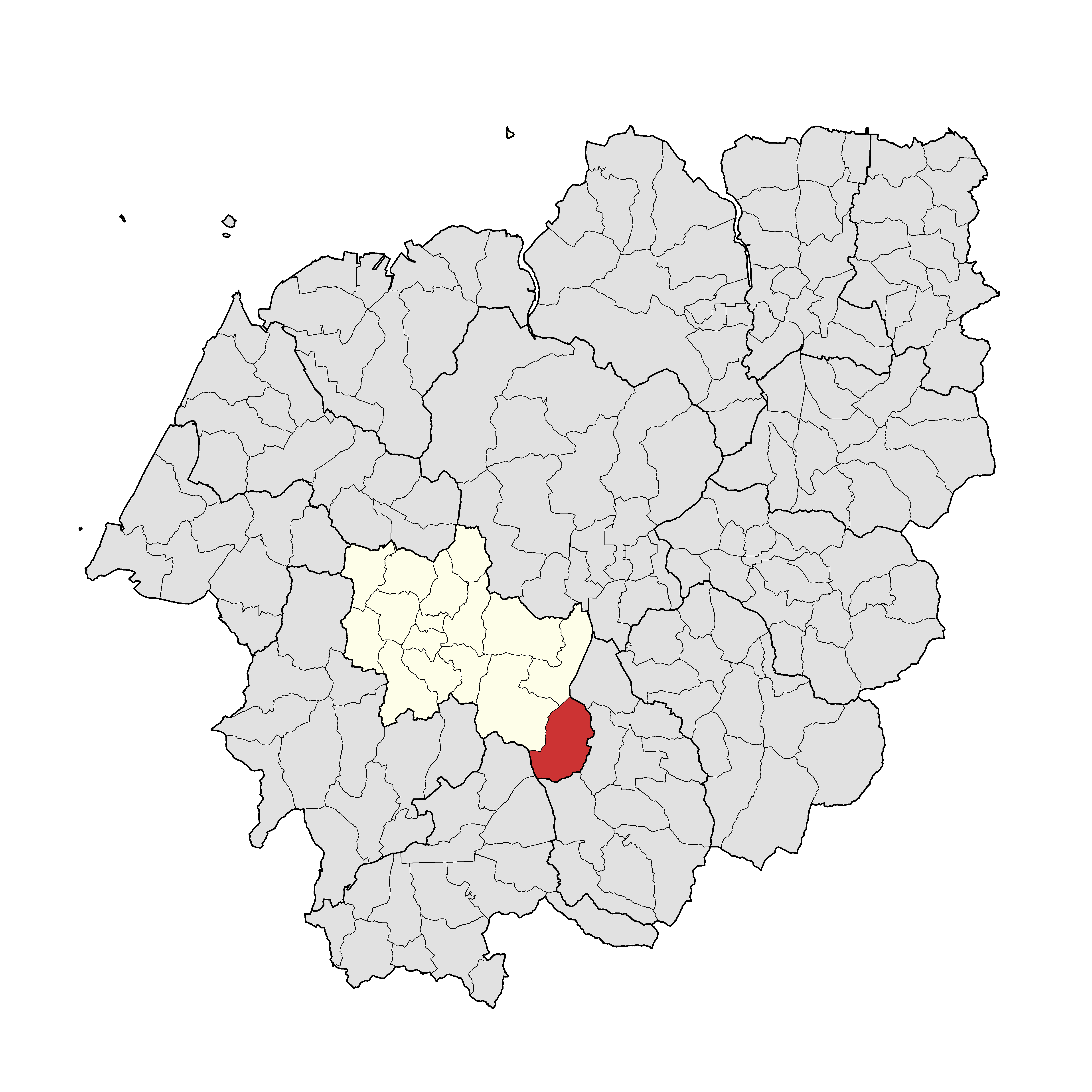
덕림리
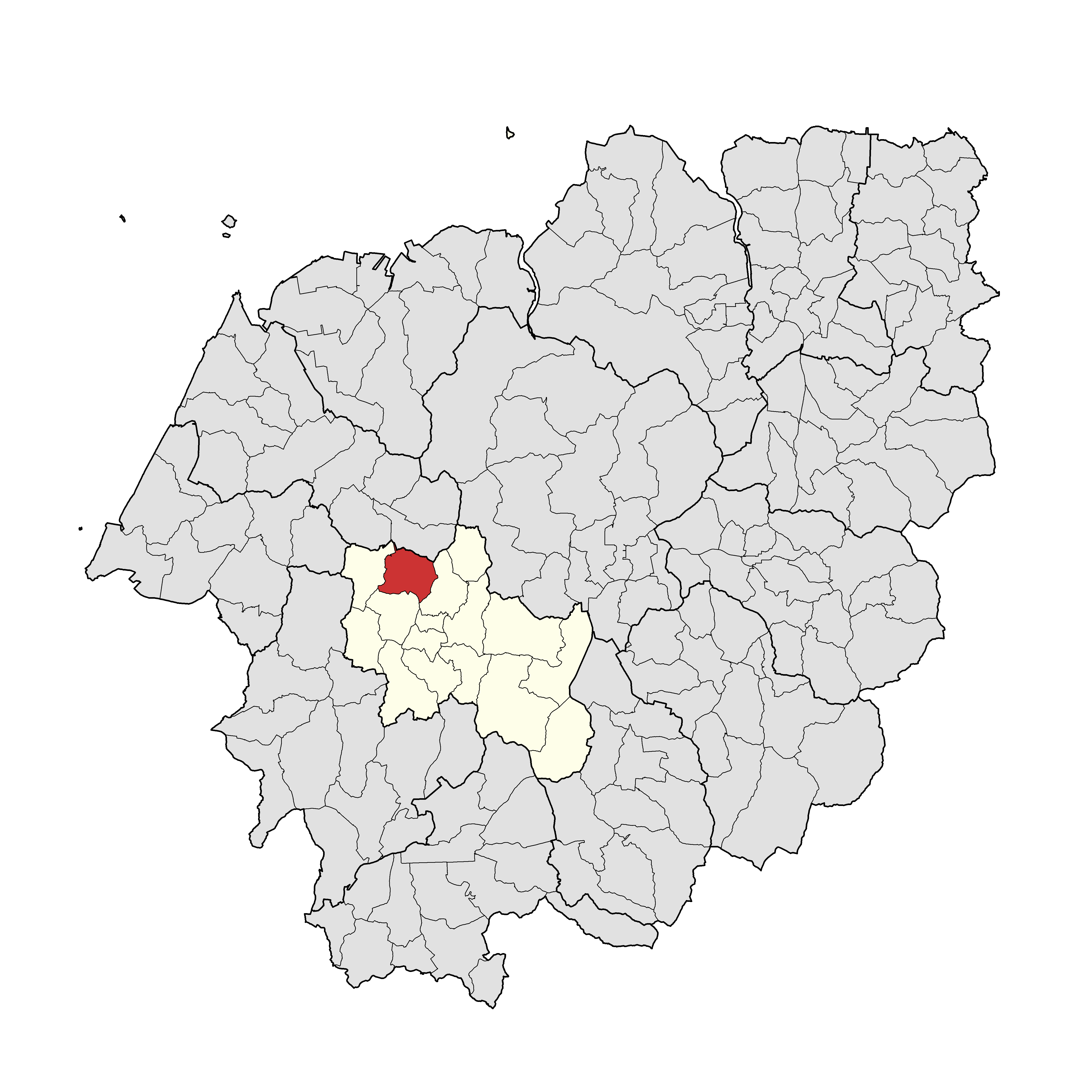
도곡리
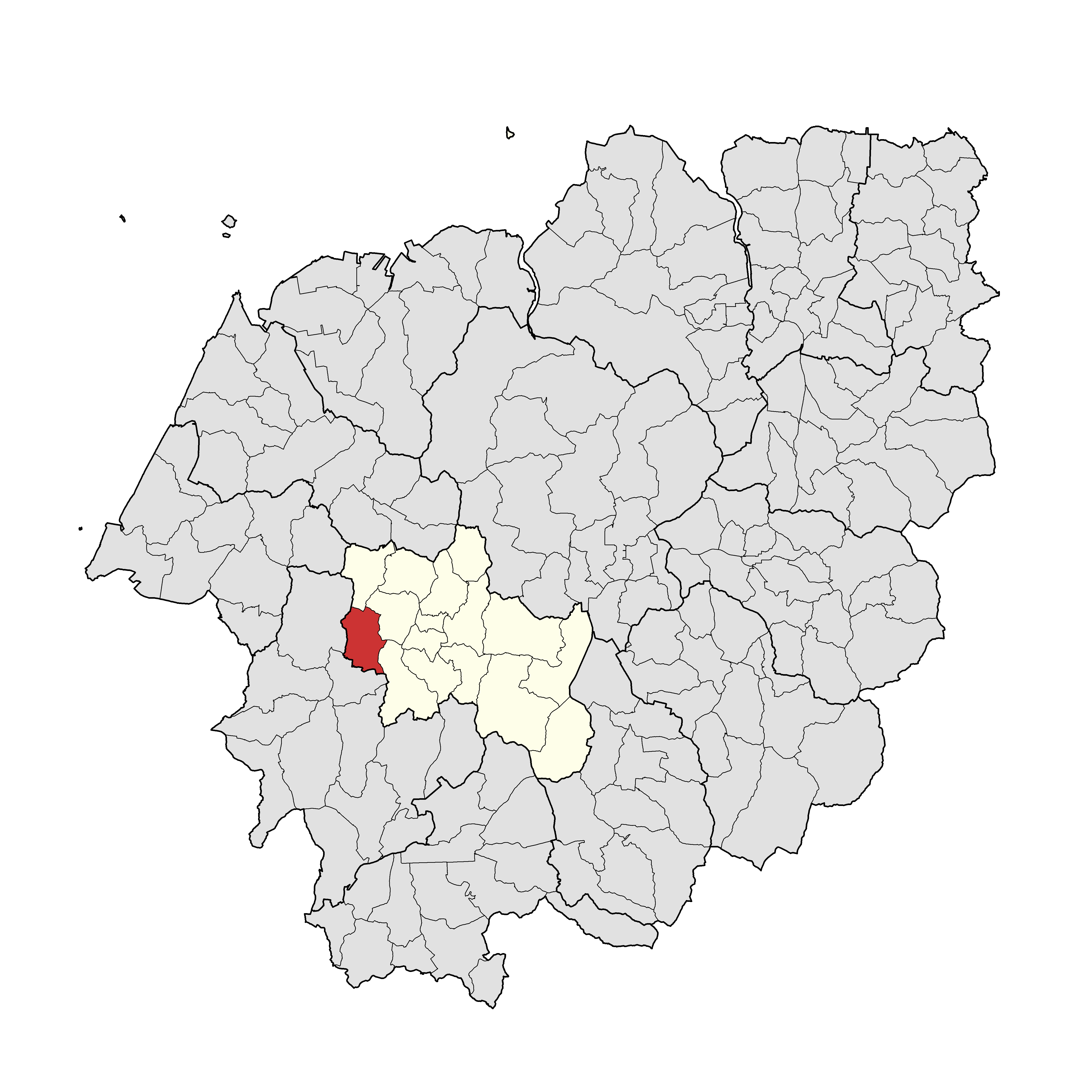
만화리
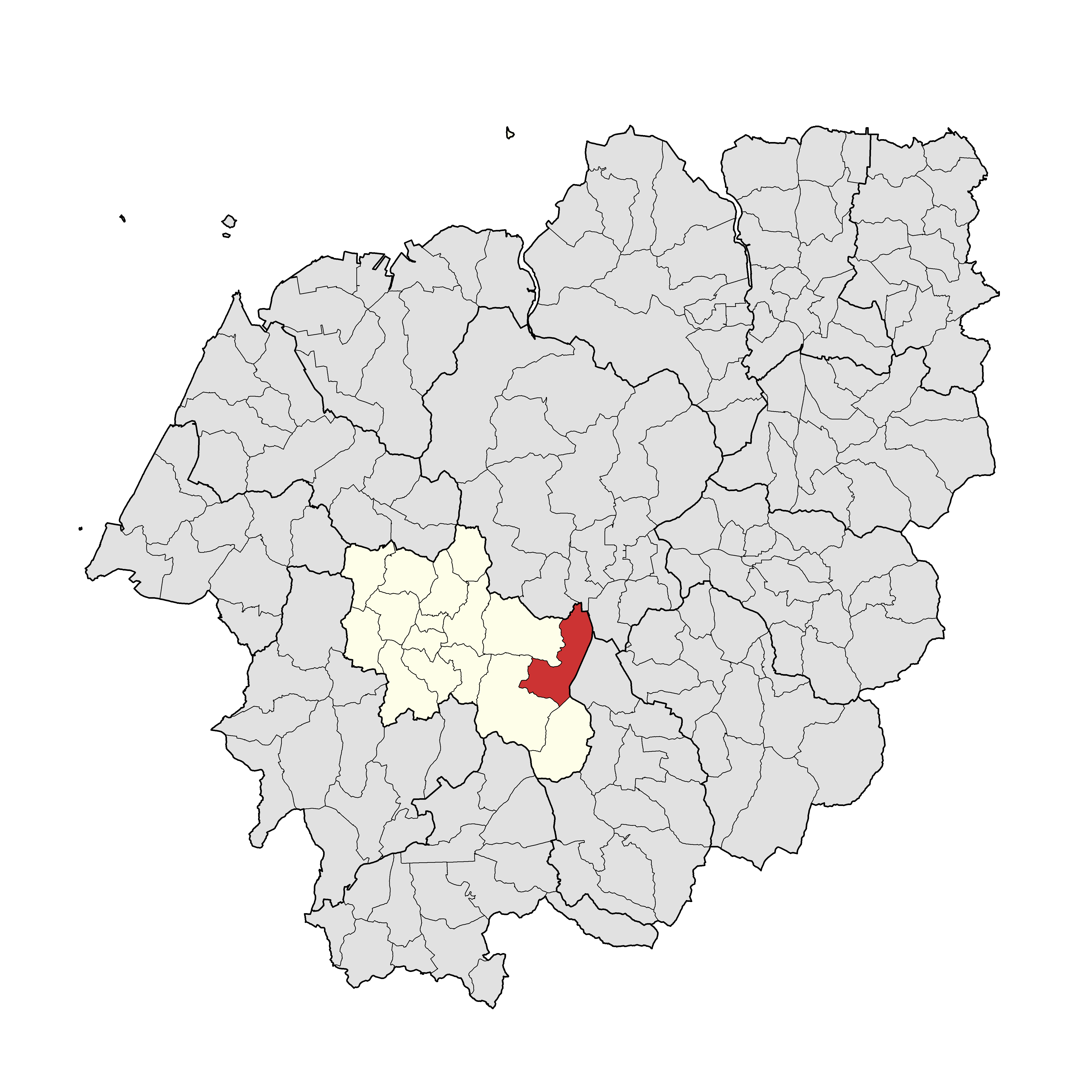
목우리
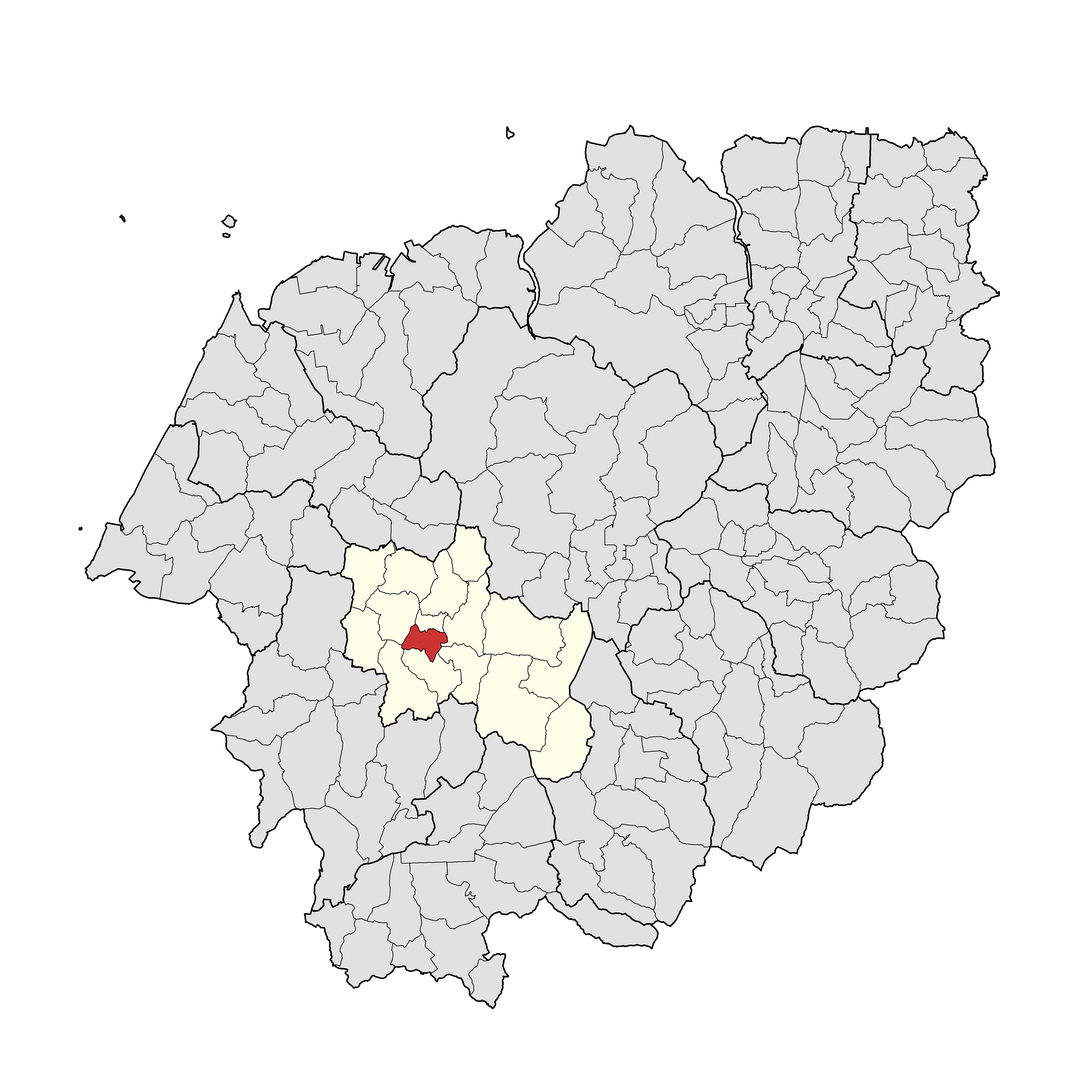
무장리
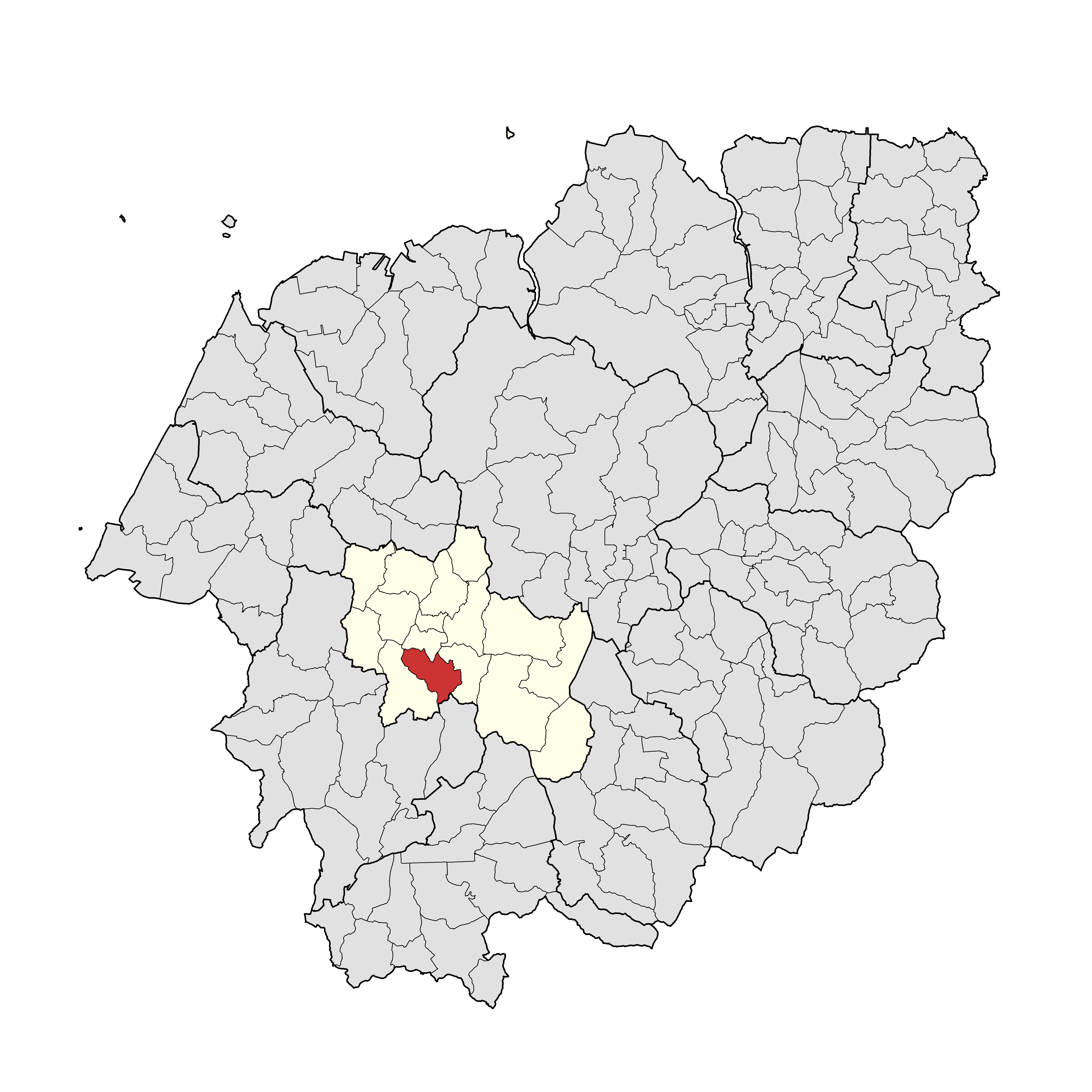
백양리
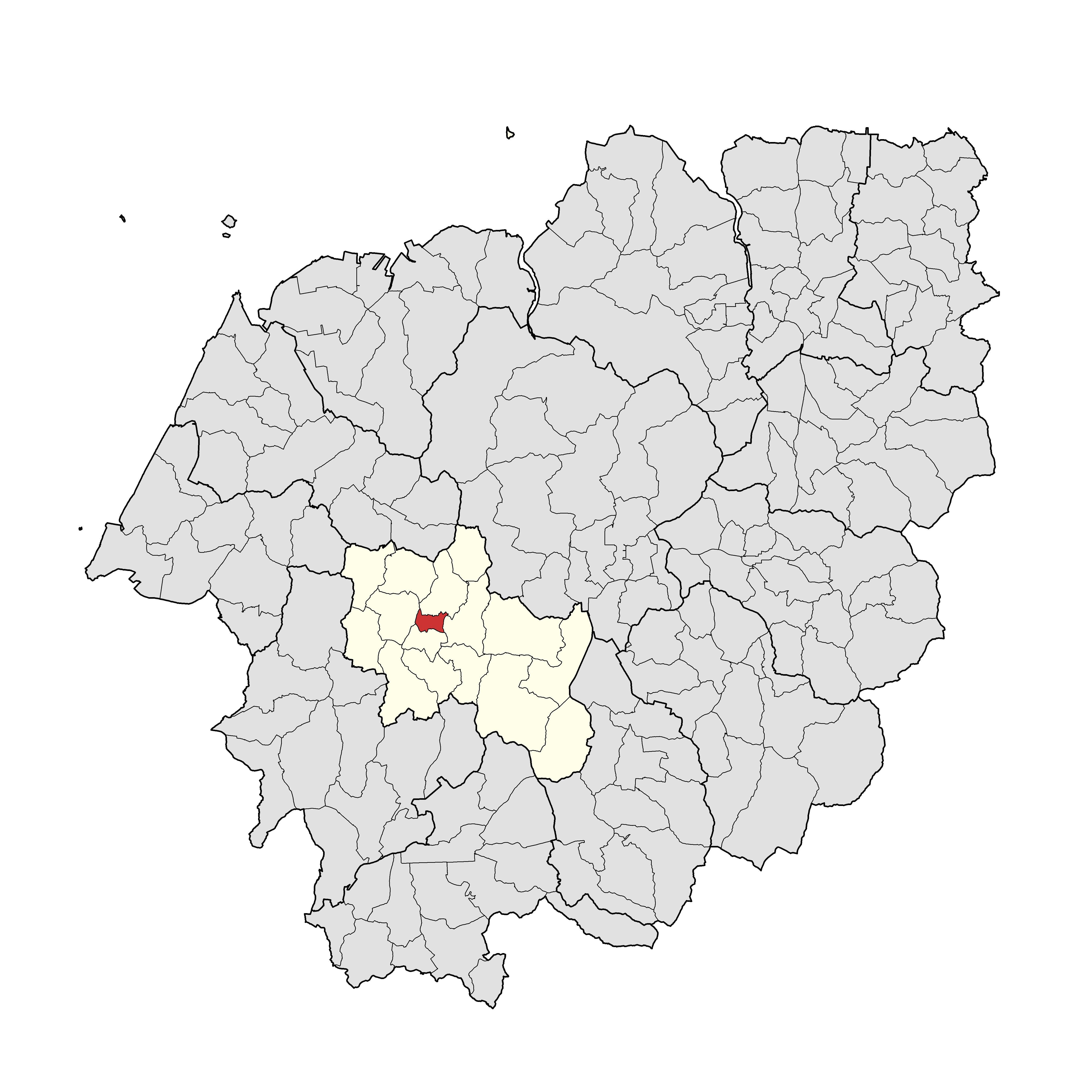
성내리
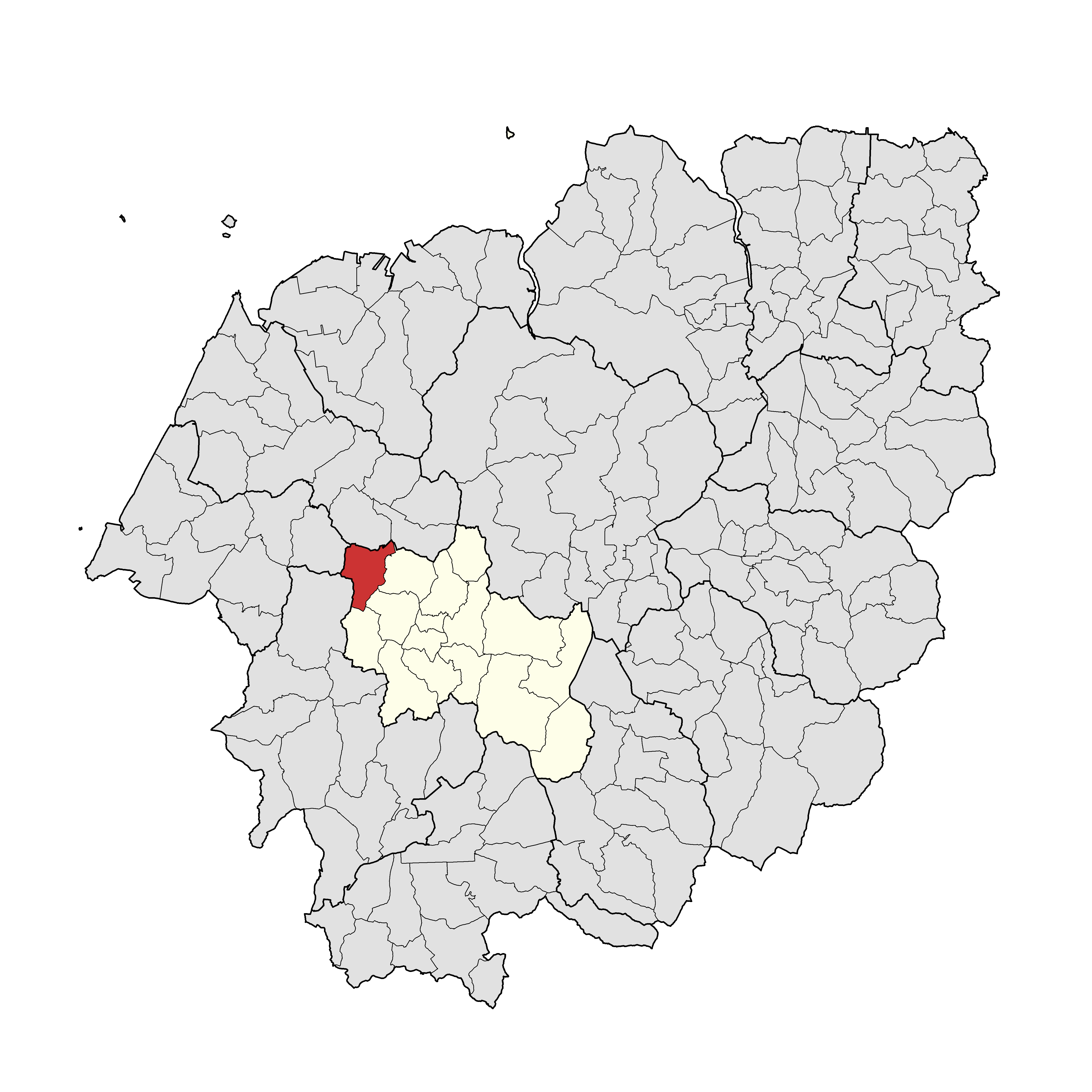
송계리
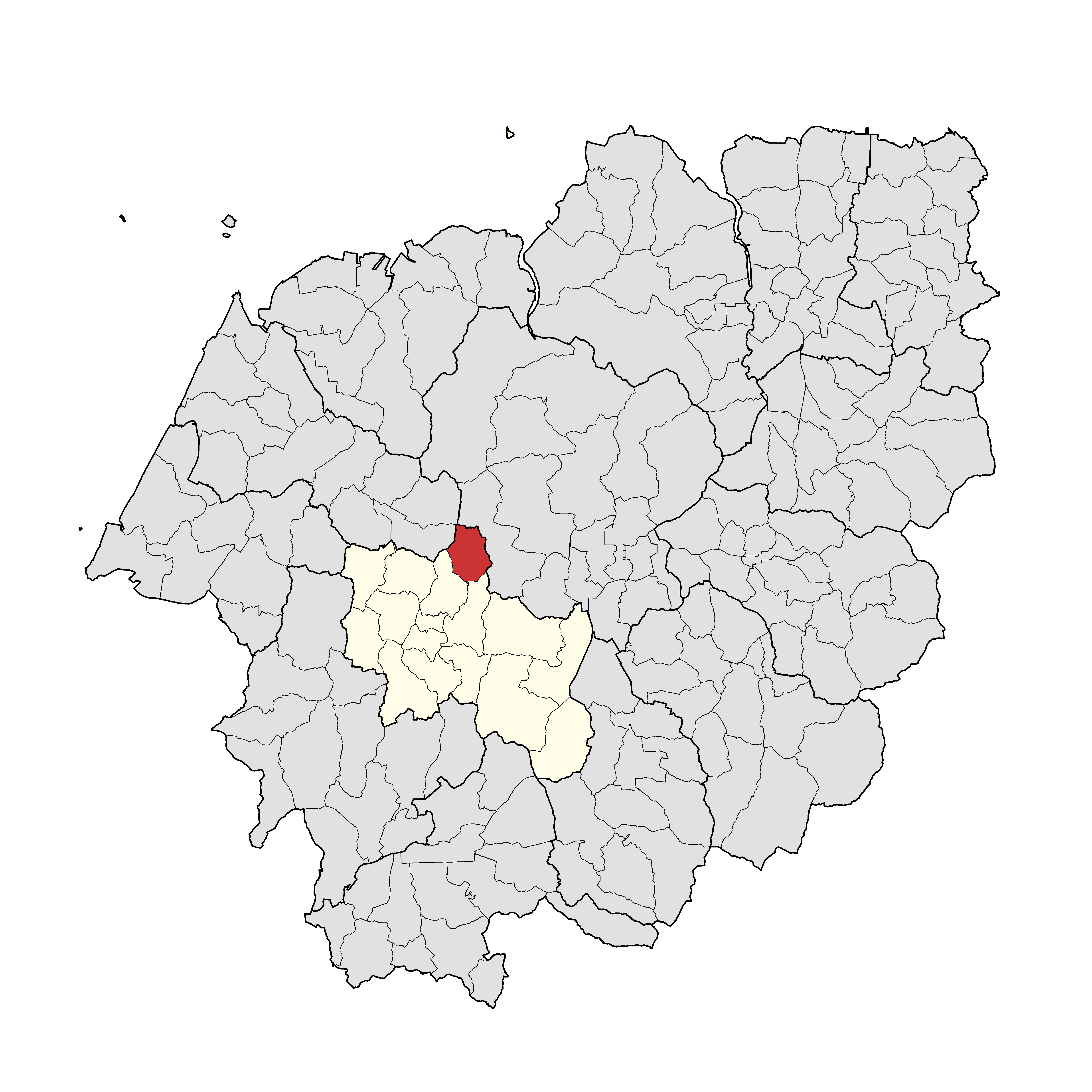
송현리
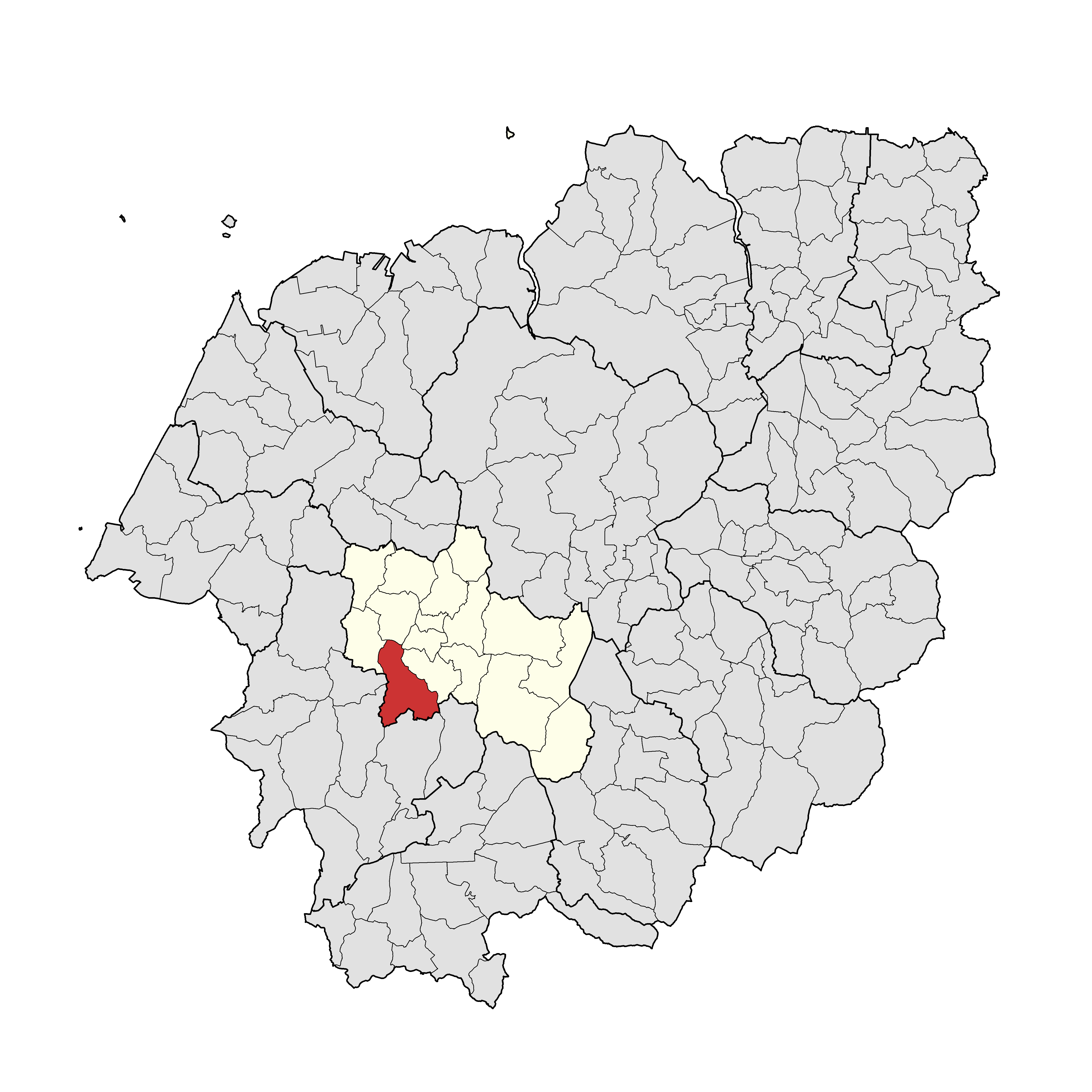
신촌리
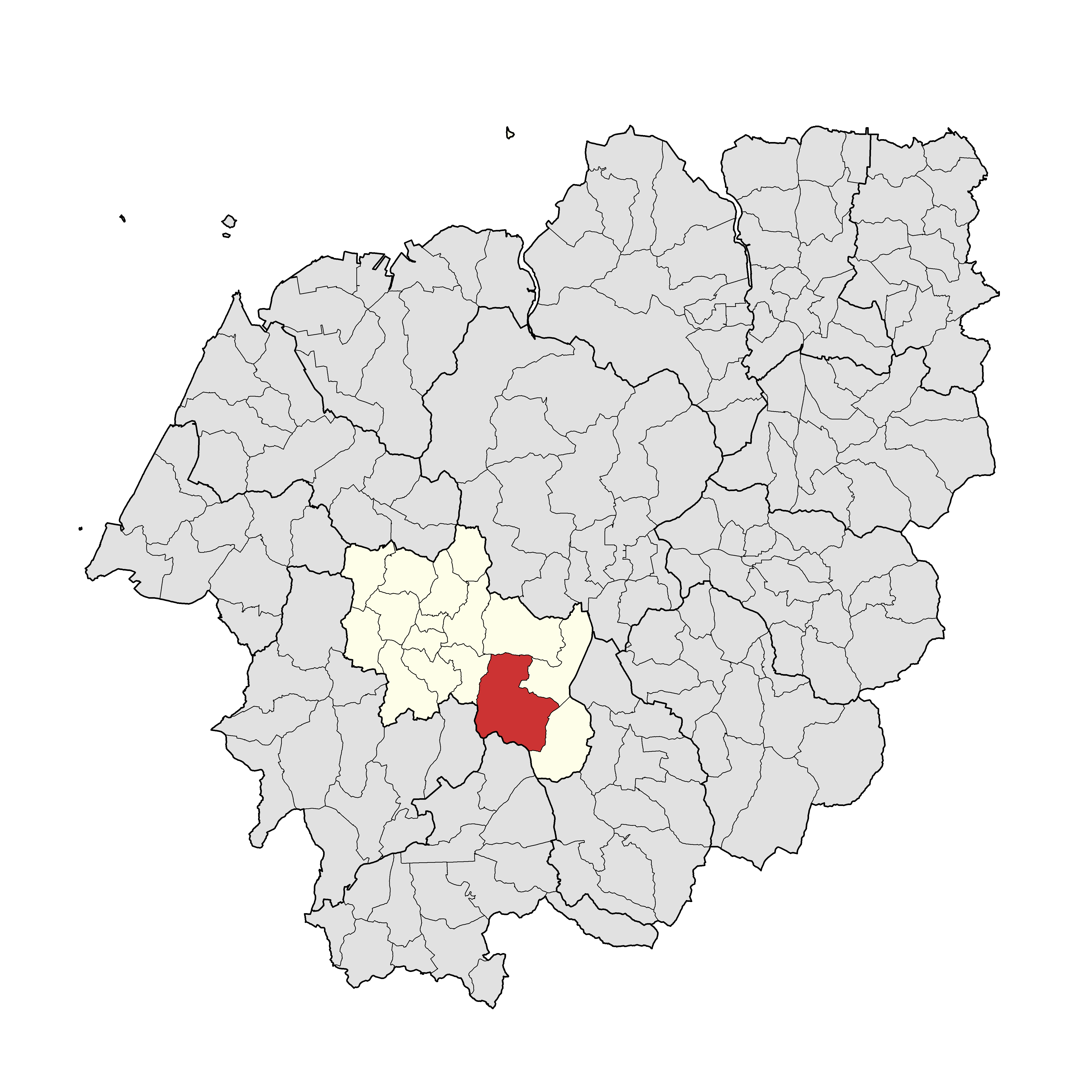
옥산리
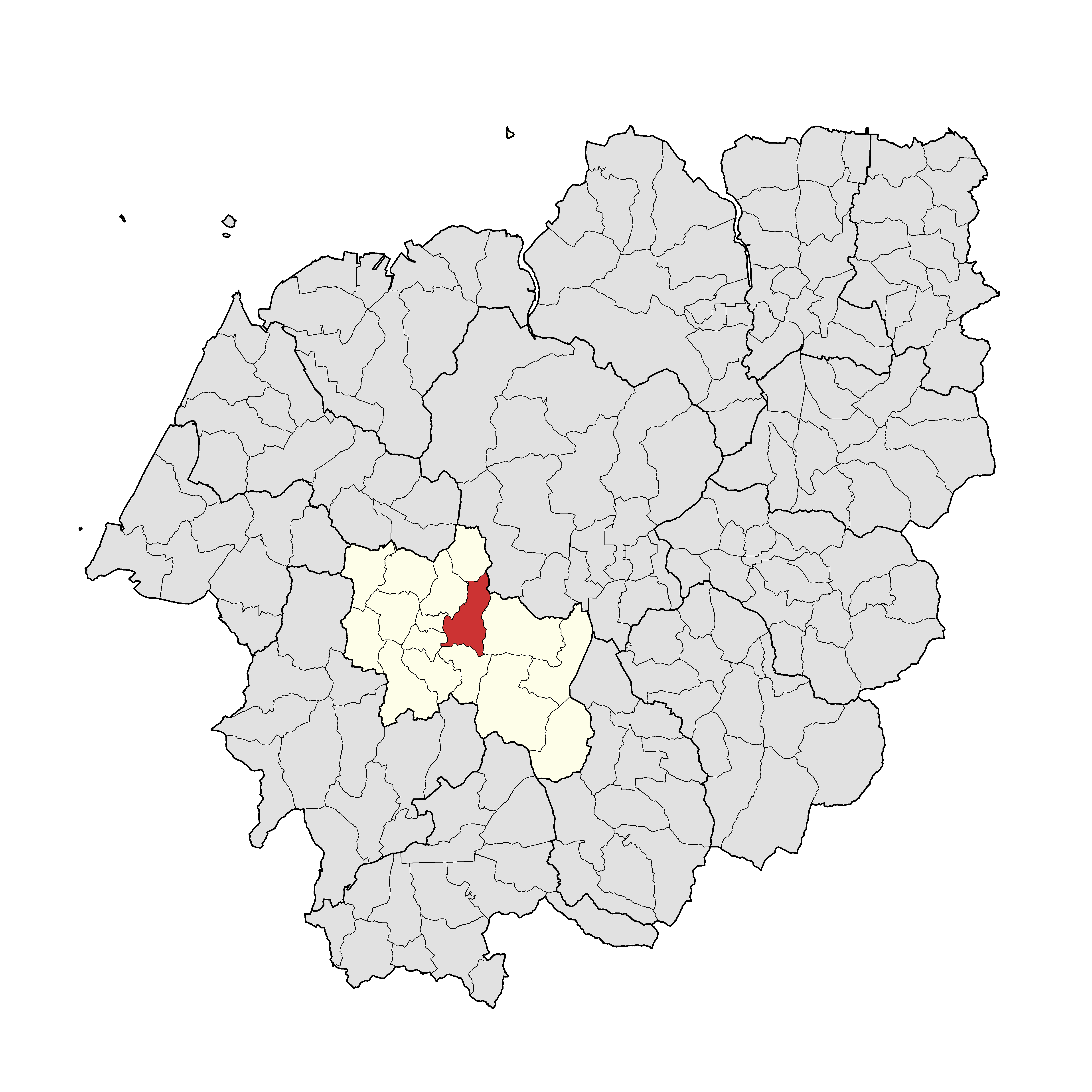
원촌리
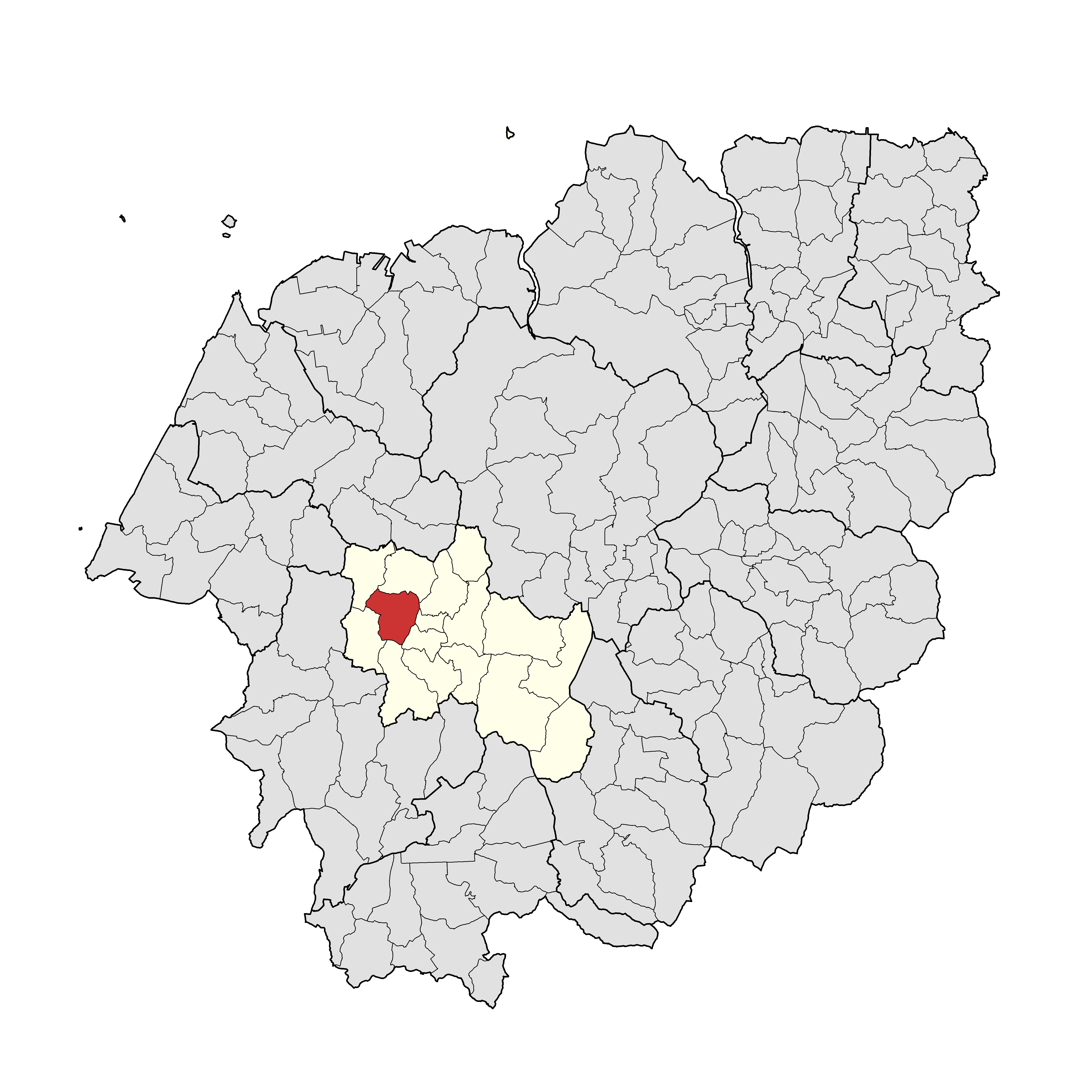
월림리